# Łączliwość
Łączliwość wyrazów – właściwość wyrazów, dzięki której mogą się one łączyć z różnymi jednostkami leksykalnymi, np. innymi wyrazami albo związkami frazeologicznymi, i tworzyć w ten sposób większe sensowne całostki języka.
Ze względu na płaszczyzny systemu języka wyróżnia się:
- łączliwość składniową (zwaną również gramatyczną), określającą reguły łączenia się wyrazów ze względu na ich właściwości składniowe, np. gramatycznie: czytać książkę, niegramatycznie: czytać książka;
- łączliwość leksykalno-semantyczną, wskazującą na możliwości łączenia się wyrazu z innymi jednostkami leksykalnymi ze względu na jego cechy znaczeniowe, np. połączenie wiatr wieje jest akceptowalne, natomiast sformułowanie kot wieje nie jest dozwolone semantycznie.

Ze względu na stopień regularności i przewidywalności połączeń wyrazowych wyróżnia się:
- łączliwość systemową (zwaną również kategorialną): aby wskazać zakres łączliwości danego wyrazu wystarczy podać kategorię wyrazów (nawet jednoelementową), np. wyraz politurować ma łączliwość systemową, gdyż wyrazy, które się z nim łączą, można opisać jako przedmioty wykonane z drewna;
- łączliwość normatywną, którą można określić przez wymienienie elementów łączących się z opisywanym wyrazem, dlatego że nie tworzą one żadnej kategorii, np. wyraz wyrządzać jest łączliwy normatywnie, gdyż mówi się: wyrządzać krzywdę/szkodę/przykrość, ale nie wyrządzać stratę (synonim poprzednich wyrazów).

Łączliwość wyrazów określa się zawsze według obydwu podziałów, jest więc łączliwość leksykalna systemowa, leksykalna normatywna, składniowa systemowa i składniowa normatywna.